# Parc national de Plaisance

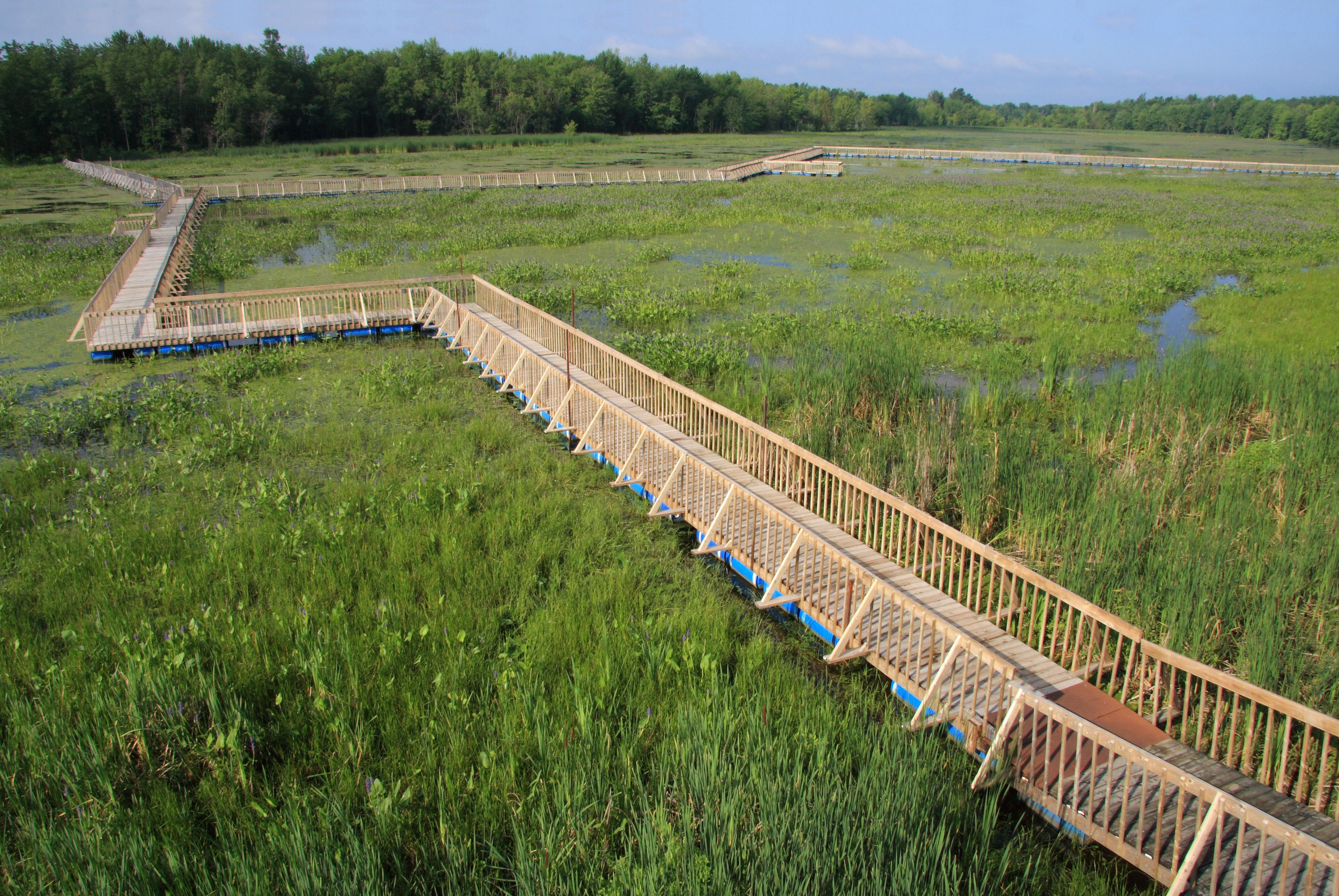
Holzstege im Parkgebiet

Der Parc national de Plaisance (französisch) ist einer der aktuell 27 Nationalparks in der kanadischen Provinz Québec. Dort entspricht ein Parc national dem, was in den übrigen Provinzen als Provincial Park bezeichnet wird. Der Park wird von Sépaq (französisch Société des établissements de plein air du Québec bzw. englisch Society of outdoor recreation establishments of Quebec) betrieben.
Die Aufgabe des 2002 im äußersten Südwesten der Provinz am Nordufer des Ottawa eingerichteten, nur 28,1 km² großen Parks, besteht darin, einen kleinen Teil der Feuchtgebiete (marais) des Ottawa zu erhalten.

## Geschichte
Die frühesten archäologischen Funde am Zusammenfluss von Rivière de la Petite Nation und Rivière des Outaouais (Ottawa River) reichen bis in die erste Besiedlung des Gebiets durch Paläo-Indianer zurück. Mehrere Grabungen wurden zuletzt unter Leitung von Marcel Laliberté durchgeführt. Pelztierjagd und Missionierung setzten im 17. Jahrhundert ein, das Gebiet gehörte in der französischen Zeit zur Seigneurie de la Petite-Nation.

## Flora und Fauna

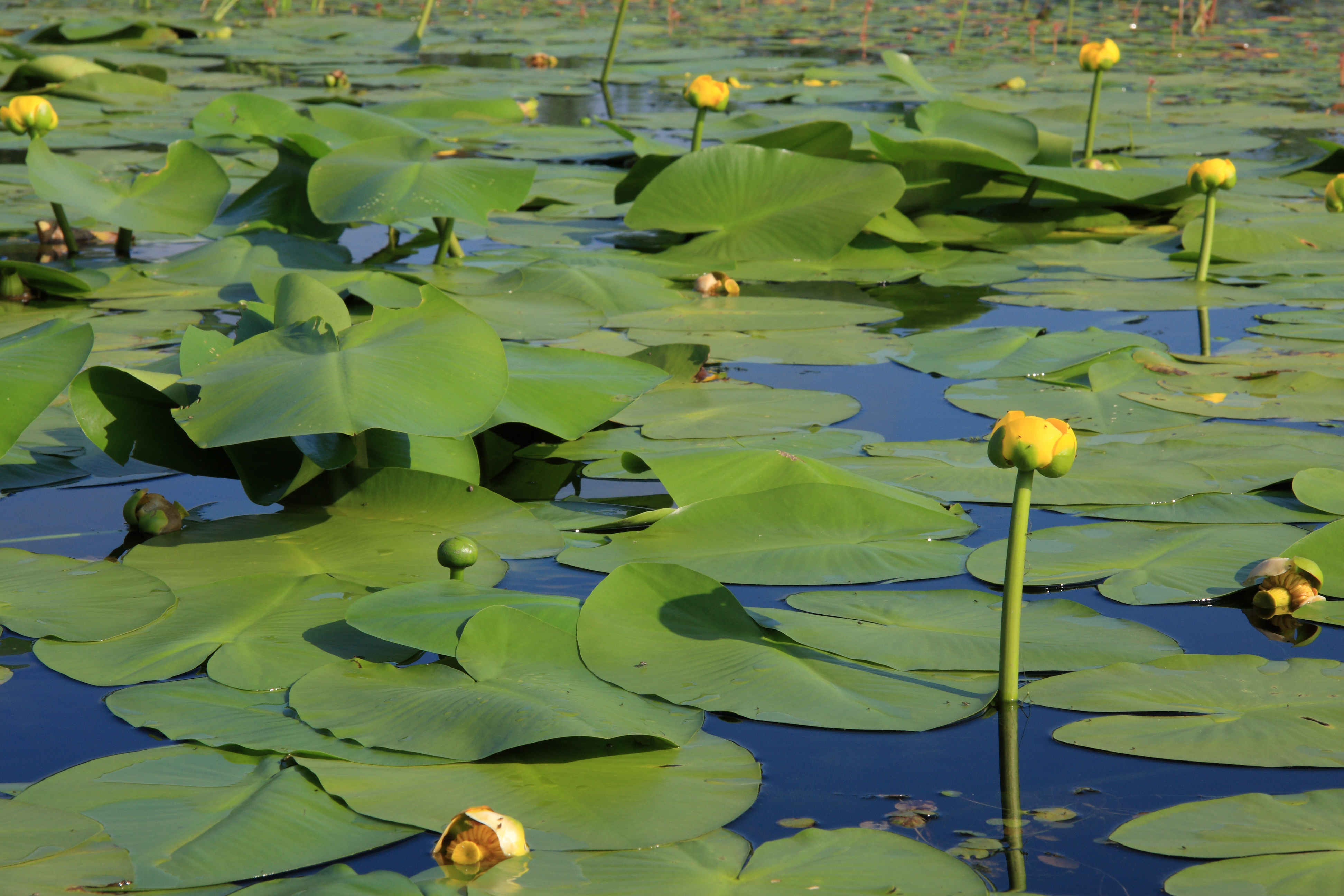
Gelbe Teichrosen

Das Gebiet ist ein wichtiger Zwischenhalt für die Kanadagans, hier kommt die in Kanada bedrohte Amerikanische Zwergdommel (petit blongios) vor.
Nirgendwo sonst in der Provinz ist die Dichte der Biberbevölkerung so hoch. Sie liegt bei etwa 14 Biberkolonien auf 10 km². 1996 bis 2001 war die Fallenstellerei noch erlaubt, seither ist sie verboten. Die früh dezimierte, inzwischen stark anwachsende Population lässt Forschungen an den Auswirkungen auf die ökologische Umgebung zu.
Schnappschildkröten leben im Park, doch fällt ihr Nachwuchs ganz überwiegend Waschbären und Streifenskunks (Mephitis mephitis) zum Opfer. Dennoch ist die Art im Parkgebiet nicht gefährdet.